# Kabát
Kabát (letterlijk vertaald; jas of mantel) is een Tsjechische hardrockband uit Teplice. De groep bestaat uit Josef Vojtek (zang), Milan Špalek (basgitaar), Tomáš Krulich (gitaar), Ota Váňa (gitaar) en Radek Hurčík (toetsenist). Sinds 1990 is Kabát in Tsjechië landelijk bekend. Op het Eurovisiesongfestival 2007 in Finland vertegenwoordigde Kabát hun thuisland Tsjechië in de halve finale, maar verloren daar.

## Geschiedenis
Kabát werd in 1983 opgericht door Milan Špalek en Tomáš Krulich. Later kwamen Radek Hurčík en voorman Josef Vojtek hier nog bij. Als laatste voegde zich in 1990 gitarist Ota Váňa bij de groep. Sinds 1990 is de samenstelling van Kabát hetzelfde gebleven. In dat jaar lanceerde Kabát ook hun eerste album: Má ji motorovou. Daarna volgenden meer succesvolle albums met als laatste Corrida in 2006. Het in 2002 uitgekomen album Suma sumárum werd met 128.000 exemplaren het best verkochte album van de band. Hiermee werd het ook het best verkochte album ooit in Tsjechië. De single Malá dáma van hun album Corrida zong Kabát in de halve finale op het Eurovisiesongfestival 2007. Ze bereikten daar de 28e en laatste plaats.

## Discografie

### Studioalbums
- 1991 – Má ji motorovou
- 1993 – Děvky ty to znaj
- 1994 – Colorado
- 1995 – Země plná trpaslíků
- 1997 – Čert na koze jel
- 1999 – MegaHu
- 2000 – Go satane go
- 2003 – Dole v dole
- 2006 – Corrida
- 2010 – Banditi di Praga

### Livealbums
- 1992 – Žive!
- 2001 – Suma sumárum
- 2009 – Po čertech velkej koncert
- 2011 – Banditi di Praga Turné 2011

### Compilatiealbums
- 2001 – Suma sumárum
- 2007 – Box 2007

### Dvd's
- 2002 – Best of video Koncert (EMI)
- 2004 – Kabát Live 2003 – 2004, (2 DVD, EMI)
- 2007 – Kabát Corrida Tour (EMI)
- 2011 – Po čertech velkej koncert, (2 DVD, Blu-ray, EMI)

### Singles
- 1989 – S čerty tancoval
- 1994 – Jak ti šlapou Kabáti
- 1996 – Mistři světa
- 1999 – Učitel
- 2003 – Stará Lou
- 2007 – Corrida
- 2007 – Malá dáma
- 2007 – Pohoda